# Изгой (фильм, 2000)
«Изго́й» (англ. Cast Away) — американская приключенческая драма режиссёра Роберта Земекиса, главную роль в которой исполнил Том Хэнкс.
Премьера фильма состоялась 22 декабря 2000 года.

## Сюжет
1995 год. Главный герой — американец из Мемфиса (штат Теннесси) Чак Ноланд — инспектор службы доставки логистической компании FedEx (Federal Express), отвечающий за оптимизацию бизнеса — организует работу персонала филиала FedEx в Москве. По возвращении в США он встречается со своей невестой Келли Фрирс, они договариваются о помолвке. Но пока Чак отправляется в Малайзию в очередную важную командировку.
25 декабря 1995 года во время перелёта из Мемфиса в Малайзию самолёт с Ноландом попадает в сильную грозу, в результате чего падает в Тихий океан. Чак спасается на надувном плоту, но трос, к которому прикреплён аварийный датчик, рвётся. Чак, единственный выживший, оказывается на необитаемом острове вблизи архипелага Кука в Тихом океане. Пребывание на острове постепенно становится для него периодом осмысления всей прожитой жизни. Чаку приходится пройти тяжёлые физические и психологические испытания: выловить тело одного из погибших пилотов (Альберт Миллер) после катастрофы и похоронить его, научиться правильно разбивать кокосы, разводить огонь, добывать себе еду и даже удалить  больной зуб.
Выловленные посылки, содержащие разные бытовые вещи, например, коньки для фигурного катания со стальными лезвиями, помогают в обустройстве быта, а раскрашенный кровью от ранения Чака волейбольный мяч, наречённый «Уилсоном» в честь одноимённой известной компании-производителя спортивных товаров, становится его единственным другом и участником непрестанного обсуждения возникающих вопросов, преимущественно касающихся выживания. Одну посылку, с эмблемой в виде крыльев ангела, Ноланд оставляет нераспечатанной.
Чак твёрдо намерен вернуться домой, но не может покинуть остров. Ведь вблизи острова не ходят суда, а зона поисков после авиакатастрофы, по расчётам самого Ноланда, составляет территорию по площади сравнимую со штатом Техас, поскольку перед крушением самолёт с потерянным управлением унесло далеко в сторону от трассы. Лишь один раз ночью Чак замечает вдалеке корабль, но даже светя в сторону судна найденным в вещах у погибшего пилота фонарём, Чаку не удаётся привлечь внимание. Чак пытается уплыть с острова на том самом надувном плоту с самолёта, но этому мешает сильный и постоянный прибой. Чак, получив ранение ноги о риф, вынужден вернуться на остров. 
Четыре года спустя волны приносят к берегу острова обломок туалетной кабинки. Чак решает использовать его как парус для преодоления прибоя и построить плот. В конце концов, в марте 2000 года на построенном с огромным трудом плоту Чак уходит в море. После шторма он теряет «Уилсона», а через несколько дней едва живого Чака подбирает сухогруз.
По возвращении в Мемфис Ноланду устраивают торжественный приём, но за прошедшее время всё изменилось — в частности, Келли Фрирс успела выйти замуж за дантиста Джерри Лаветта, который в 1995 году лечил зубы самому Ноланду, и родила ребёнка. Чак и Келли по-прежнему любят друг друга, но понимают, что уже не смогут быть вместе.
Приехав к своему другу Стэну, Ноланд рассказал об острове и неудачной попытке самоубийства, которая мотивировала его жить и дышать дальше, вспоминая, что прилив и принёс ему обломки кабинки.
В конце фильма Ноланд, отвозя сильно потрёпанную посылку с напечатанными поверх упаковки крыльями ангела (одну из выловленных сразу после катастрофы и «сохранившую ему жизнь» на острове), встречает у перекрёстка дорог женщину с фермы, которая живописно обрисовывает, что́ находится в каждом из направлений. Путешественники прощаются, но, когда пикап отъезжает, Чак замечает на нём эмблему ангельских крыльев жёлтого цвета, напоминающую ту, что была на недоставленной посылке. Ноланд понимает, кого именно встретил (отправительницу этой посылки). Он оглядывается по сторонам, размышляя о дальнейшем направлении движения. Его взгляд останавливается на уезжающем пикапе.

## В ролях
- Том Хэнкс — Чак Ноланд, инспектор а/к FedEx
- Хелен Хант — Келли Фрирс, невеста Ноланда (жена Лаветта)
- Ник Сирси — Стэн, друг Ноланда
- Крис Нот — Джерри Лаветт, дантист
- Лари Уайт[англ.] — Беттина Петерсон
- Винс Мартин[англ.] — Альберт «Эл» Миллер, пилот а/к FedEx
- Валентина Ананьина — русская бабушка
- Дмитрий Дюжев — сортировщик в филиале FedEx в Москве (в титрах не указан)
- Анна Фроловцева — работница филиала FedEx в Москве (в титрах не указана)
- Фредерик Смит — исполнительный директор FedEx (камео)

## Съёмки
- Съёмки фильма проходили на небольшом (длина 1 километр, ширина 600 метров, площадь 0,4 км²) тихоокеанском вулканическом острове Монурики группы островов Маманука, принадлежащих Фиджи.
- В начале съёмок Том Хэнкс набрал 23 килограмма, чтобы выглядеть пухлым. Затем съёмки были прерваны на год, чтобы актёр смог сбросить вес и отрастить волосы и бороду.

## Продакт-плейсмент
Фильм отличает бросающаяся в глаза реклама: логистическая компания FedEx и волейбольный мяч «Wilson» — два бренда, которые неоднократно появляются в кадре.
К моменту выхода фильма на экраны «Wilson Sporting Goods» запустила рекламную кампанию, которая была основана на том, что один из её продуктов приобрёл такой же «звёздный» статус, как и Том Хэнкс.
Несмотря на то, что сюжет развивается вокруг катастрофы самолёта авиакомпании FedEx, в самой авиакомпании разумно посчитали, что фильм не повредит их репутации. FedEx плотно сотрудничала со съёмочной группой, особое внимание обращалось на то, чтобы весь реквизит, связанный с их компанией, был в точности таким, какой используется в реальности. Сцена возвращения Чака Ноланда домой снималась в штаб-квартире FedEx в Мемфисе (Теннесси); кроме того, роль исполнительного директора FedEx сыграл Фредерик Смит, который в момент съёмок действительно возглавлял эту компанию. Вопреки распространённому мнению, FedEx не платила создателям фильма за то, чтобы фигурировать в фильме. Данный факт режиссёр Роберт Земекис не раз подчёркивал в своих интервью. Однако огромный вклад, который компания внесла в процесс съёмок, можно считать косвенной платой за размещение своей торговой марки.

## Отзывы
Фильм получил в целом позитивную реакцию от критиков. На сайте-агрегаторе Rotten Tomatoes кинокартина имеет рейтинг 89 % на основании 158 критических отзывов. На сайте Metacritic рейтинг фильма составляет 73 из 100 на основании 32 отзывов. На «Кинопоиске» лента получила 8,3 балла из 10 на основе 374 000 оценок.

## Призы и награды
- «Оскар 2001»

2 номинации: Том Хэнкс («Лучшая мужская роль») и «Лучший звук».
- «Золотой глобус 2001»

Том Хэнкс (победа в номинации «Лучшая драматическая мужская роль»).
- «MTV Movie Awards» — 2001

4 номинации:
- «Лучшая экшн-сцена»,
- «Лучший поцелуй» (Том Хэнкс и Хелен Хант),
- «Лучшая экранная команда» (Том Хэнкс и «Уилсон»),
- «Лучшая мужская роль» (Том Хэнкс).

«Британская киноакадемия — 2001»
- Номинация: «Лучшая мужская роль» (Том Хэнкс)[9].

## Саундтрек
1. «Cast Away» — 3:44
2. «Wilson, I’m Sorry» — 1:39
3. «Drive to Kelly’s» — 3:54
4. «Love of My Life» — 1:47
5. «What the Tide Could Bring» — 3:39
6. «Crossroads» — 2:08
7. «End Credits» — 7:29

### Комментарии
1. ↑  В начале эпизода авиакатастрофы показана кабина самолёта Airbus A310, но упал в океан другой самолёт — McDonnell Douglas MD-11.
2. ↑  В эпизоде перед отплытием с острова Чак Ноланд пишет на камне, что пробыл на острове 1500 дней. Но если вести отчёт 1500 дней с 25 декабря 1995 года, то получится, что он покинул остров 9 февраля 2000 года, а не в марте.